# Sistema Ibèric
El Sistema Ibèric és una agrupació heterogènia de sistemes muntanyosos d'altitud mitjana a la península Ibèrica, que separa la Meseta Central de la depressió de l'Ebre. Entre els cims més importants, cal destacar-ne el Moncayo (2.313 m), Javalambre (2.020 m) i el Peñarroya (2.024 m). Hi naixen rius com el Duero, el Tajo, el Túria, el Xúquer o el Cabriol.

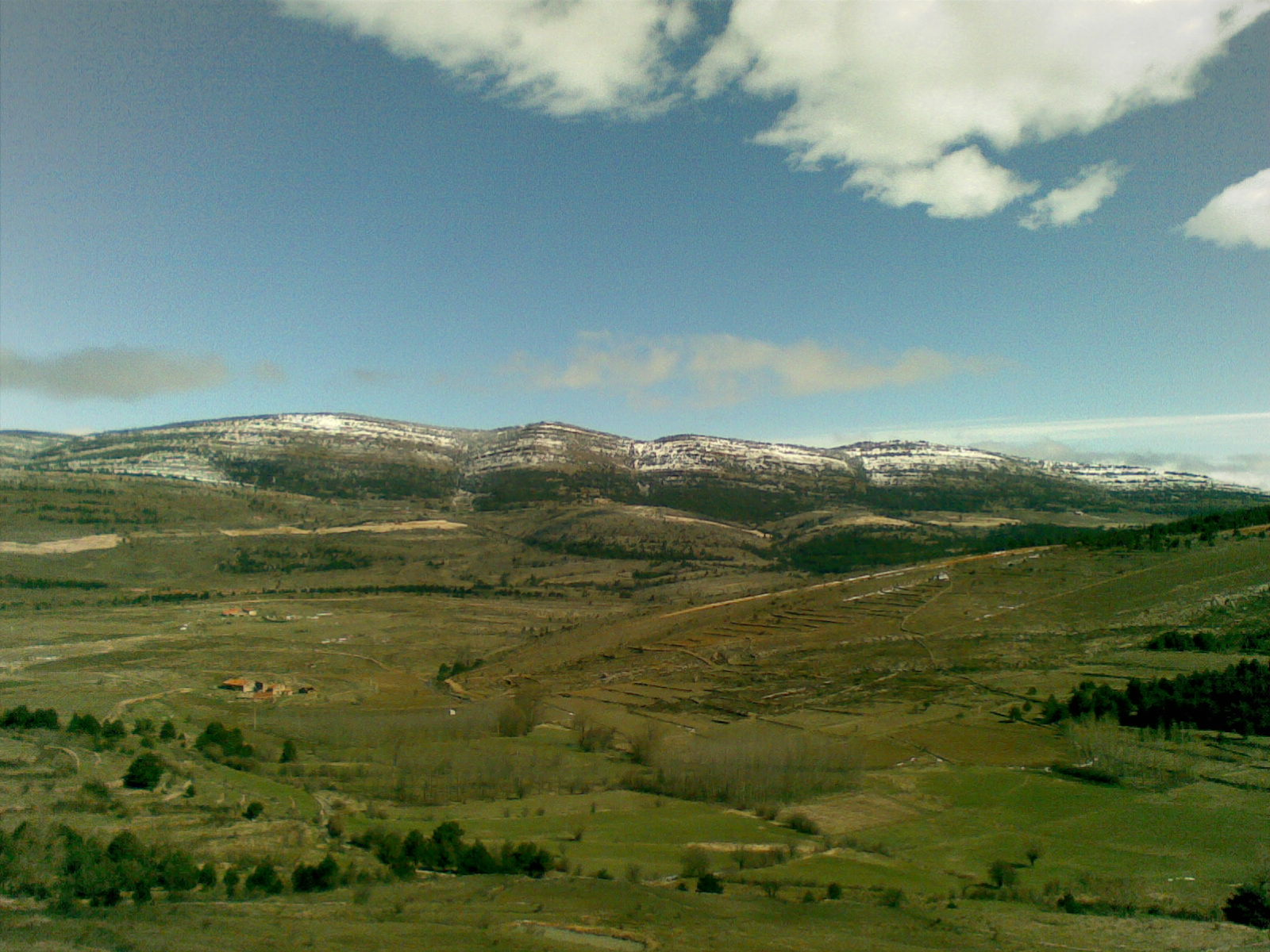
Serra de Mayabona (Terol, Gúdar-Javalambre)

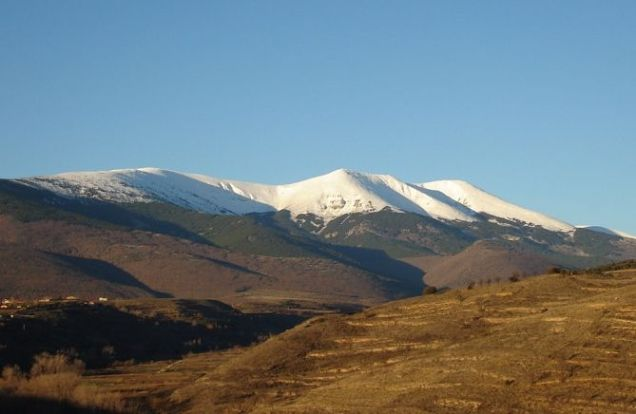
El Moncayo vist des d'Alcalá de Moncayo

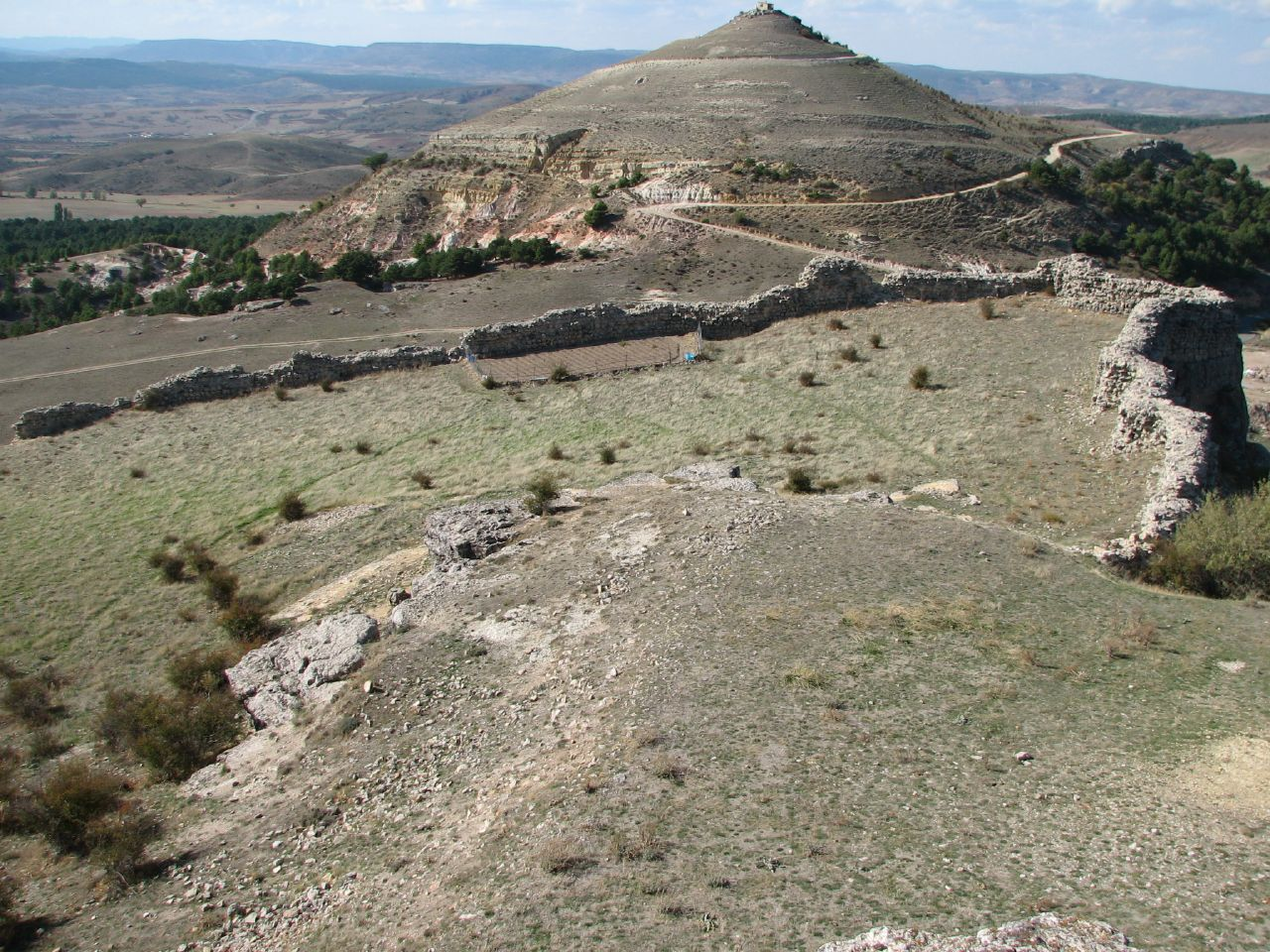
El Cerro del Padrastro, a la vora d'Atienza, a la zona límit entre el Sistema Ibèric i el Sistema Central

El Sistema Ibèric s'estén en direcció NO-S d'una forma de vegades no contínua entre la depressió de l'Ebre i la Meseta, al llarg de més de 500 km, concretament des del corredor de La Bureba, a Burgos, a poca distància de la serralada Cantàbrica, fins al Mediterrani, al S d'Alacant, en l'extrem septentrional del Sistema Subbètic.
Per la seua situació geogràfica, el Sistema Ibèric actua de divisòria d'aigües entre les conques dels rius del vessant mediterrani (Ebre, Túria i Xúquer) i els de l'atlàntic (Tajo i Duero).
En el seu conjunt està constituït per una sèrie de serres, massissos i depressions de composició litològica i d'estructura diverses, sovint aïllades, de manera que interrompen la continuïtat del sistema, i que s'enllacen unes amb d'altres per mitjà d'altiplans.

## Zona nord

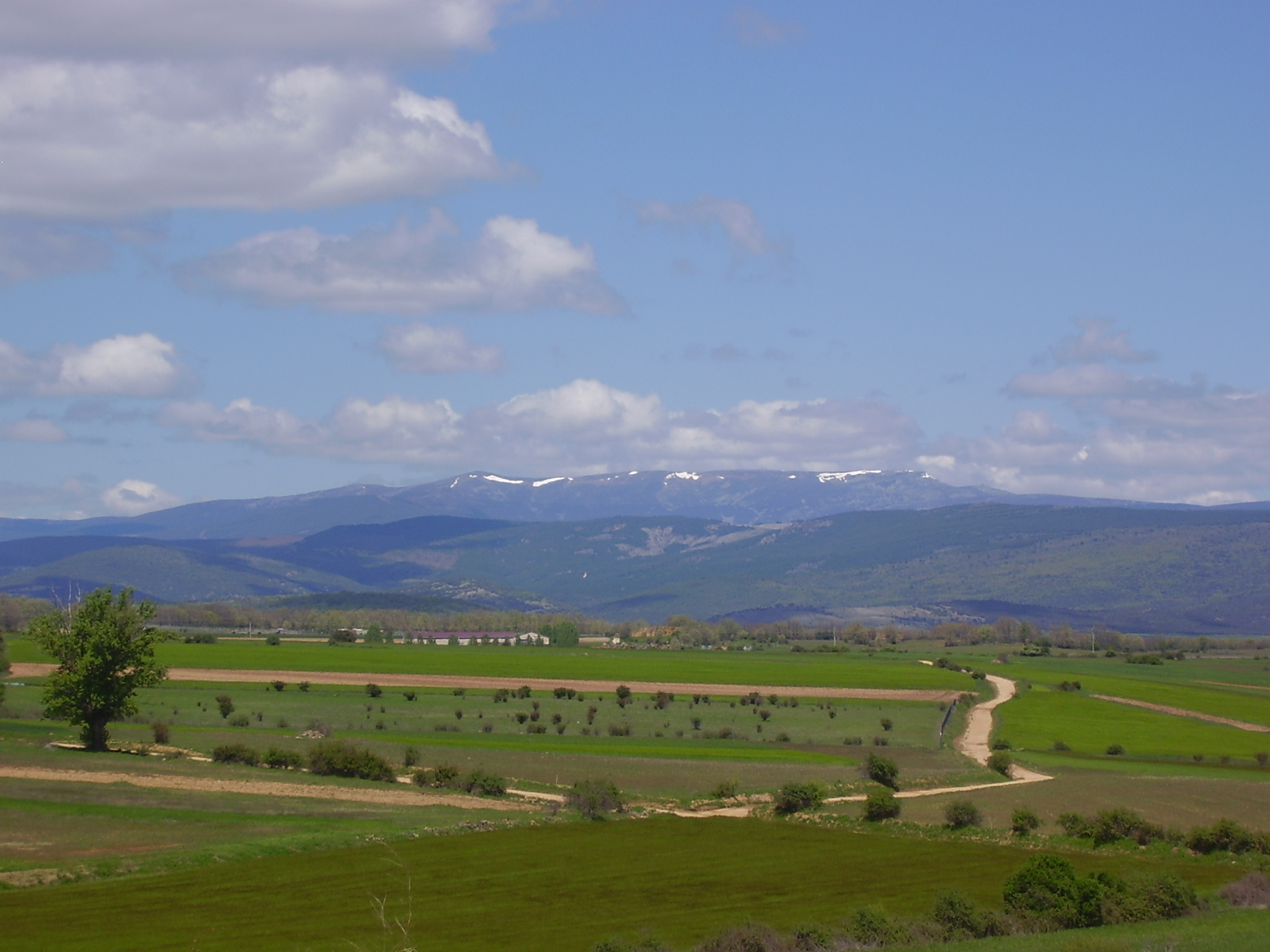
La serra d'Urbión vista des del sud-est

A l'extrem nord-oest s'alcen abruptament les serres de la Demanda, que culminen en la serra de San Lorenzo (2.262 m), continuant vers l'est amb la serra d'Urbión i el pic de Urbión (2.228 m), alts cims en els quals va actuar la glaciació quaternària per modelar crestes, circs i llacs, com la llacuna Negra. Les serres d'Urbión, amb les de Neila, Cebollera (2.159 m), Urguilla, Resomo i Alba, formen la capçalera del Duero. Continuen després, ara en direcció SE, les menudes serres d'Almuerzo i el Madero, al NE de Sòria, i montes Claros, el Rodadero, la Bellanera, Préjano i Alcarrama més al nord, que enllacen amb la serra del Moncayo, on es troba el màxim cim de tot el Sistema Ibèric, amb 2.316 m.

## Zona central

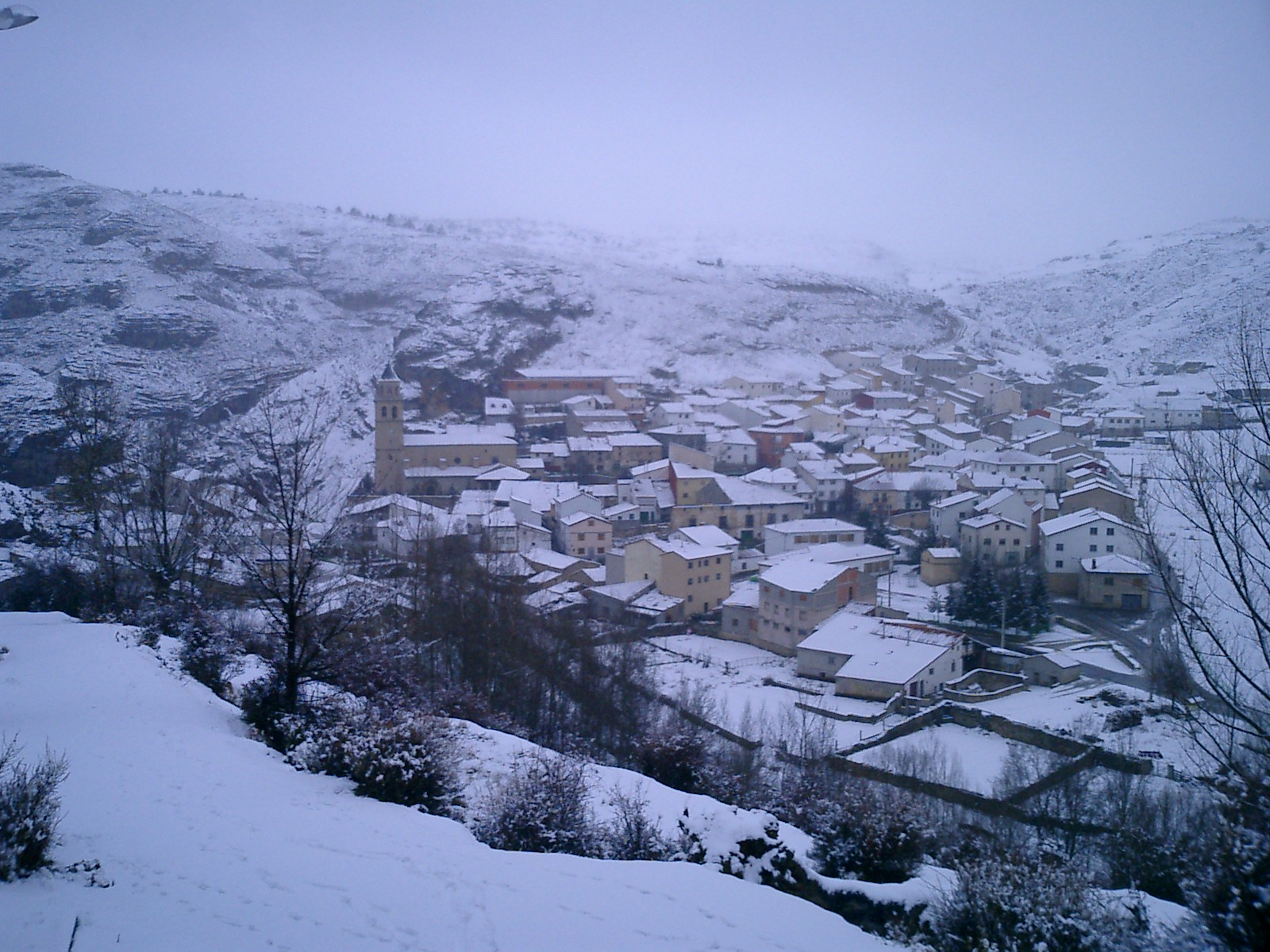
El poble de Villar del Cobo a la vora dels montes Universales

En la zona central, s'obre la denominada depressió Ibèrica, el sector de la qual més definit correspon a la fossa Calataiud-Terol, regada longitudinalment pels rius Túria i Jiloca, i transversalment pel Jalón.
Des del Jalón, el sistema es divideix en dues alineacions muntanyenques, una paral·lela a la Meseta i l'altra paral·lela a l'Ebre.
L'alineació interior, és a dir, la paral·lela a la Meseta, s'inicia amb la serra de Solorio, segueix amb la de Ministra, que enllaça amb el Sistema Central, i continua cap al S mitjançant les Parameras de Molina, les serres de Caldereros, Alto de las Neveras, montes de Picaza, la Serrezuela, Menera i d'Albarrasí, la serra de Molina i els monts Universals. Aquesta alineació conclou en la serra de Javalambre (2.020 m), a Terol, i la serres valencianes de Martés i Aledua. Dels monts Universals arranca la serranía de Conca.

## Zona oriental

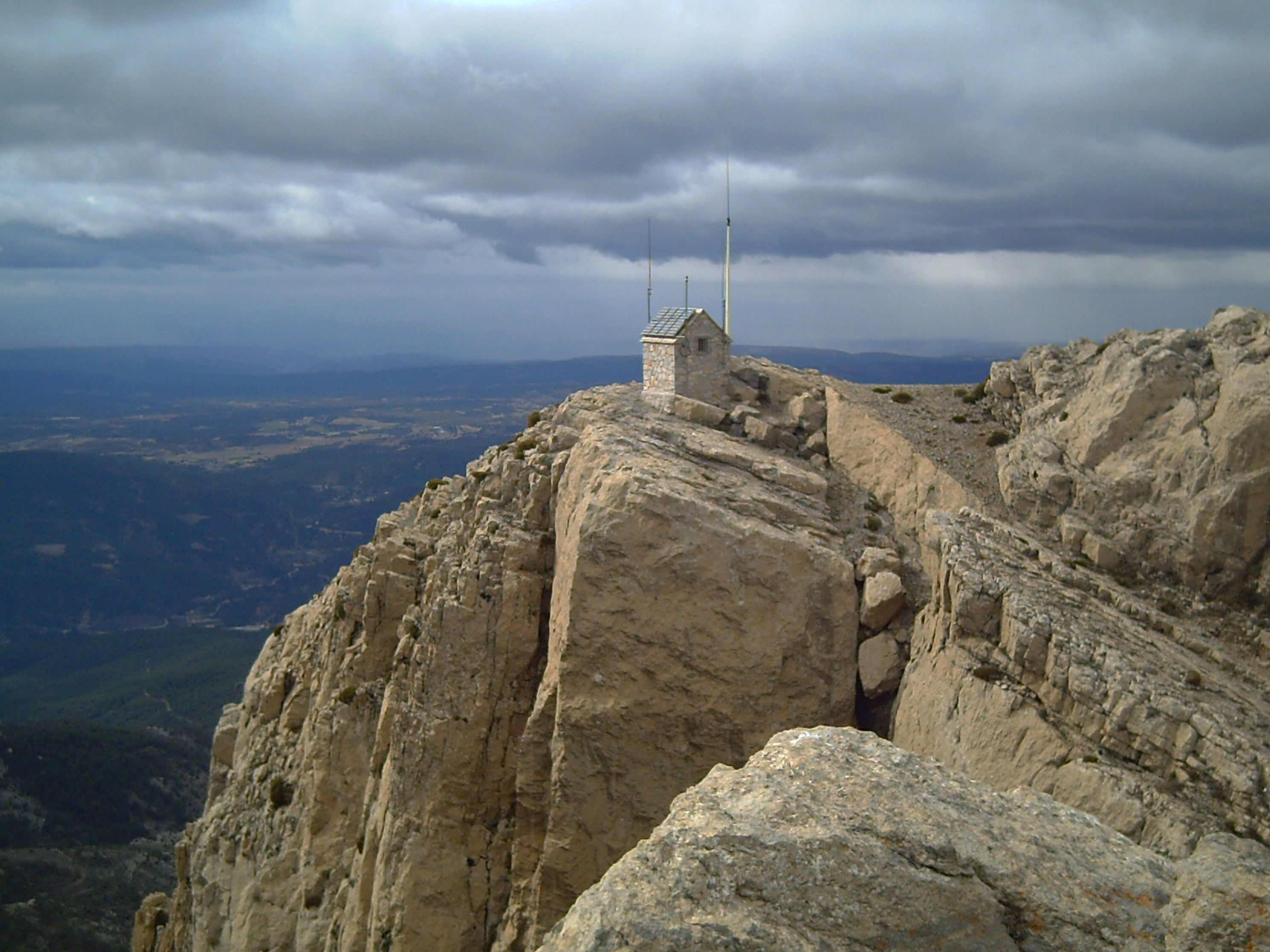
Penyagolosa

Per la seua banda, l'alineació exterior, la de la depressió de l'Ebre, comença amb les serres de la Virgen, Vicort i Algairén, a la província de Saragossa, i continua per les de Sant Just, Cucalón i Gúdar (2.024 m, al pic Peñarroya), a Terol; a Castelló s'alça el Maestrat.
Els últims contraforts en són Penyagolosa (1.813 m), Javalambre, Espina, Serra del Toro, Espadà i Sabinar. Finalment, els Ports de Beseit constitueixen l'extrem més oriental del Sistema Ibèric i la transició a la serralada Prelitoral Catalana.

## Geologia
Geològicament, el Sistema Ibèric està constituït per una cobertura de material mesozoic, que va del Triàsic al Cretaci, dipositats sobre el sòcol paleozoic i estructurat pel plegament alpí.
En el seu tram meridional, hi ha petits afloraments de roques volcàniques, que estan relacionats amb les falles que enfonsen progressivament la serralada al mar Mediterrani. Un d'aquests afloraments és el pitó basàltic de la ciutat valenciana de Cofrents, conegut com a turó del Castell; uns altres corresponen a les illes Columbretes, situades a l'oest de Castelló de la Plana.
En aquest sistema, són freqüents els fenòmens kàrstics, tals com les Torcas de Conca, la Celada de Cella, a la província de Terol, i la Ciutat Encantada de Conca. El glacialisme quaternari tan sols va afectar els màxims cims (Demanda, Moncayo, Pics d'Europa).

## Llocs d'interès
- Castell de Morella
- Monestir de Piedra
- Parc Natural de l'Alt Tajo